# Campionati del mondo di atletica leggera 2019 - Lancio del martello maschile
La gara del lancio del martello maschile dei campionati del mondo di atletica leggera 2019 si è svolta tra il 1° e il 2 ottobre allo Stadio internazionale Khalifa di Doha, in Qatar.

## Podio
| Pos.    | Atleta           | Nazionalità | Misura  |
| ------- | ---------------- | ----------- | ------- |
| Oro     | Paweł Fajdek     | Polonia     | 80,50 m |
| Argento | Quentin Bigot    | Francia     | 78,19 m |
| Bronzo  | Bence Halász     | Ungheria    | 78,18 m |
| Bronzo  | Wojciech Nowicki | Polonia     | 77,69 m |

## Situazione pre-gara

### Record
Prima di questa competizione, il record del mondo (RM) e il record dei campionati (RC) erano i seguenti.
| Record                | Prestazione | Atleta                        | Data                               | Competizione  |
| --------------------- | ----------- | ----------------------------- | ---------------------------------- | ------------- |
| Record mondiale       | 86,74 m     | Jurij Sedych Unione Sovietica | 30 agosto 1986 Stoccarda, Germania |               |
| Record dei campionati | 83,63 m     | Ivan Cichan Bielorussia       | 27 agosto 2007 Osaka, Giappone     | Mondiali 2007 |

### Campioni in carica
I campioni in carica, a livello mondiale e olimpico, erano:
| Campione | Atleta                    | Prestazione | Data                                   | Competizione                |
| -------- | ------------------------- | ----------- | -------------------------------------- | --------------------------- |
| Olimpico | Dilšod Nazarov Tagikistan | 78,68 m     | 19 agosto 2016 Rio de Janeiro, Brasile | Giochi della XXXI Olimpiade |
| Mondiale | Paweł Fajdek Polonia      | 79,81 m     | 11 agosto 2017 Londra, Regno Unito     | Mondiali 2017               |

### La stagione
Prima di questa gara, gli atleti con le migliori tre prestazioni dell'anno erano:
| Pos. | Atleta                   | Prestazione | Data                             |
| ---- | ------------------------ | ----------- | -------------------------------- |
| 1    | Wojciech Nowicki Polonia | 81,74 m     | 2 luglio 2019 Poznań, Polonia    |
| 2    | Paweł Fajdek Polonia     | 80,88 m     | 3 agosto 2019 Cetniewo, Polonia  |
| 3    | Javier Cienfuegos Spagna | 79,38 m     | 6 settembre 2019 Andújar, Spagna |

## Risultati

### Qualificazione
La gara si è svolta il 1º ottobre alle ore 16:30. Si sono qualificati alla finale chi ha raggiunto i 76,50 m (Q) o le migliori dodici misure (q).
| Pos. | Gruppo | Atleta                 | Nazionalità                 | 1ª prova | 2ª prova | 3ª prova | Misura | Note |
| ---- | ------ | ---------------------- | --------------------------- | -------- | -------- | -------- | ------ | ---- |
| 1    | B      | Paweł Fajdek           | Polonia                     | 79,24    |          |          | 79,24  | Q    |
| 2    | A      | Wojciech Nowicki       | Polonia                     | 77,89    |          |          | 77,89  | Q    |
| 3    | A      | Quentin Bigot          | Francia                     | 77,44    |          |          | 77,44  | Q    |
| 4    | B      | Rudy Winkler           | Stati Uniti                 | 76,00    | 74,03    | 77,06    | 77,06  | Q    |
| 5    | A      | Javier Cienfuegos      | Spagna                      | 74,87    | 75,06    | 76,90    | 76,90  | Q    |
| 6    | B      | Bence Halász           | Ungheria                    | 76,90    |          |          | 76,90  | Q    |
| 7    | B      | Mykhaylo Kokhan        | Ucraina                     | x        | 76,56    |          | 76,56  | Q    |
| 8    | B      | Eivind Henriksen       | Norvegia                    | 76,21    | 75,48    | 76,46    | 76,46  | q    |
| 9    | A      | Yevgeniy Korotovskiy   | Atleti Neutrali Autorizzati | 74,96    | 75,90    | 76,36    | 76,36  | q    |
| 10   | A      | Nick Miller            | Gran Bretagna               | x        | 76,36    | x        | 76,36  | q    |
| 11   | A      | Hleb Dudarau           | Bielorussia                 | 71,74    | 75,38    | 76,28    | 76,28  | q    |
| 12   | A      | Ashraf Amgad El-Seify  | Qatar                       | 72,38    | 76,22    | x        | 76,22  | q    |
| 13   | B      | Michail Anastasakis    | Grecia                      | 72,75    | 73,62    | 75,07    | 75,07  |      |
| 14   | A      | Conor McCullough       | Stati Uniti                 | 74,26    | 74,88    | 72,82    | 74,88  |      |
| 15   | B      | Zakhar Makhrosenka     | Bielorussia                 | 71,74    | 73,08    | 74,80    | 74,80  |      |
| 16   | B      | Serghei Marghiev       | Moldavia                    | 74,15    | 74,25    | 74,28    | 74,28  |      |
| 17   | A      | Gabriel Kehr           | Cile                        | 73,99    | 73,80    | 71,79    | 73,99  |      |
| 18   | B      | Marcel Lomnický        | Slovacchia                  | 73,51    | 73,01    | x        | 73,51  |      |
| 19   | B      | Denis Lukyanov         | Atleti Neutrali Autorizzati | 71,41    | 71,93    | 73,47    | 73,47  |      |
| 20   | B      | Özkan Baltaci          | Turchia                     | 73,19    | 72,68    | x        | 73,19  |      |
| 21   | A      | Diego del Real         | Messico                     | 71,90    | 73,15    | 71,62    | 73,15  |      |
| 22   | A      | Krisztián Pars         | Ungheria                    | 72,69    | 72,36    | 73,05    | 73,05  |      |
| 23   | A      | Christos Frantzeskakis | Grecia                      | 72,96    | x        | 72,81    | 72,96  |      |
| 24   | A      | Daniel Haugh           | Stati Uniti                 | x        | 68,52    | 72,85    | 72,85  |      |
| 25   | B      | Humberto Mansilla      | Cile                        | 71,71    | x        | 72,68    | 72,68  |      |
| 26   | B      | Roberto Sawyers        | Costa Rica                  | x        | 70,58    | 72,41    | 72,41  |      |
| 27   | A      | Serhiy Perevoznikov    | Ucraina                     | x        | 72,16    | 71,26    | 72,16  |      |
| 28   | B      | Alberto González       | Spagna                      | 71,69    | 71,59    | x        | 71,69  |      |
| 29   | B      | Serhiy Reheda          | Ucraina                     | x        | x        | 71,28    | 71,28  |      |
| 30   | A      | Mostafa El Gamel       | Egitto                      | 68,99    | 70,45    | 68,16    | 70,45  |      |
| 31   | A      | Joaquín Gómez          | Argentina                   | 70,07    | 70,17    | 68,40    | 70,17  |      |

### Finale
La gara si è svolta il 2 ottobre a partire dalle ore 21:40.
| Pos.    | Atleta                | Nazionalità                 | 1ª prova | 2ª prova | 3ª prova | 4ª prova | 5ª prova | 6ª prova | Misura | Note                                     |
| ------- | --------------------- | --------------------------- | -------- | -------- | -------- | -------- | -------- | -------- | ------ | ---------------------------------------- |
| Oro     | Paweł Fajdek          | Polonia                     | 79,34    | 80,16    | 79,37    | 80,50    | x        | x        | 80,50  |                                          |
| Argento | Quentin Bigot         | Francia                     | 76,34    | 78,06    | 77,89    | 78,19    | x        | 74,87    | 78,19  | Miglior prestazione personale stagionale |
| Bronzo  | Bence Halász          | Ungheria                    | 78,18    | x        | x        | x        | 73,76    | x        | 78,18  |                                          |
| Bronzo  | Wojciech Nowicki      | Polonia                     | 76,25    | 76,50    | x        | 77,42    | x        | 77,69    | 77,69  |                                          |
| 5       | Mykhaylo Kokhan       | Ucraina                     | 74,52    | 72,58    | 75,83    | 76,21    | 77,39    | 76,50    | 77,39  | Miglior prestazione personale            |
| 6       | Eivind Henriksen      | Norvegia                    | 76,03    | x        | 77,38    | x        | 75,36    | 77,07    | 77,38  |                                          |
| 7       | Javier Cienfuegos     | Spagna                      | 73,25    | 74,73    | 76,00    | 76,57    | 76,01    | 74,64    | 76,57  |                                          |
| 8       | Hleb Dudarau          | Bielorussia                 | 75,45    | 74,36    | 76,00    | 74,30    | 74,46    | 75,34    | 76,00  |                                          |
| 9       | Ashraf Amgad El-Seify | Qatar                       | 75,28    | 75,41    | 75,09    |          |          |          | 75,41  |                                          |
| 10      | Nick Miller           | Gran Bretagna               | 75,31    | x        | x        |          |          |          | 75,31  |                                          |
| 11      | Rudy Winkler          | Stati Uniti                 | 74,42    | 75,20    | 73,47    |          |          |          | 75,20  |                                          |
| 12      | Yevgeniy Korotovskiy  | Atleti Neutrali Autorizzati | x        | 74,64    | 75,14    |          |          |          | 75,14  |                                          |